# 遠山景元

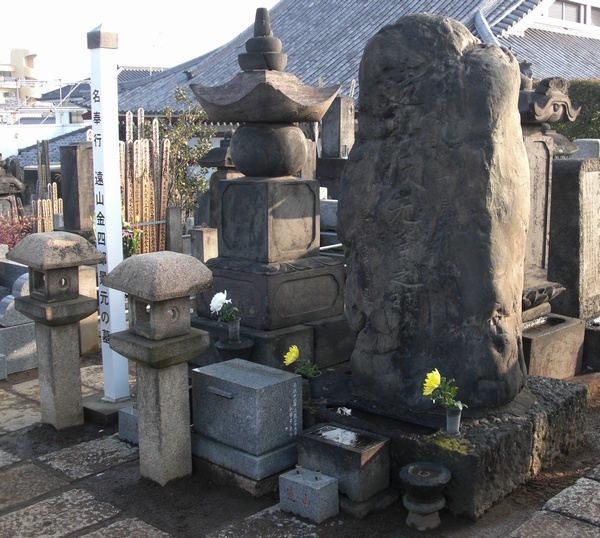
遠山金四郎景元の墓（東京都豊島区巣鴨五丁目・本妙寺）

遠山 景元（とおやま かげもと、1793年9月27日〈寛政5年8月23日〉- 1855年4月15日〈安政2年2月29日〉）は、江戸時代の旗本。幼名は通之進、通称は実父と同じ金四郎（きんしろう）。官位は従五位下左衛門少尉。職制は、江戸北町奉行、大目付、後に江戸南町奉行。
テレビドラマ（時代劇）『遠山の金さん』および『江戸を斬る』の主人公のモデルとして知られる。
現在の東京都港区新橋4丁目にいたこともあったが、晩年は現在の墨田区菊川3丁目に住んでいた。
その住居はかつて長谷川平蔵が住んでいた住居であった。

## 生涯

### 前半生
知行500石の明知遠山氏の分家の6代目にあたる人物である。父は長崎奉行を務めた遠山景晋、母は榊原忠寛の娘。
父・景晋は永井家から遠山家に養子入りしたが、後に養父の実子景善が生まれたため、景晋は景善を養子にしていた。景元出生時には未だ景善の養子手続きをしていなかったため、景元の出生届は、その手続が終わってから提出された（誕生の翌年の9月に）。
文化6年（1809年）、父の通称であった金四郎に改める。青年期はこうした複雑な家庭環境から、家を出て町屋で放蕩生活を送るが、後に帰宅する。
文化11年（1814年）には堀田一定（主膳）の娘で、当時百人組頭であった堀田一知の妹けいと結婚する。堀田伊勢守家は知行4200石で知行500石の遠山家とは釣り合いが取れないが、この時当主の景晋は長崎奉行であり、堀田家は景元の将来性を見込んだのだろうとされる。
文政7年（1824年）末に景善が亡くなったため、翌文政8年（1825年）に江戸幕府に出仕、江戸城西丸の小納戸に勤務して役料300俵を支給され、当時世子（嫡男）だった徳川家慶の世話を務めた。
文政12年（1829年）4月、景晋の隠居に伴い家督を相続、知行地500石を相続する。
天保3年（1832年）に西丸小納戸頭取格に就任、同時に従五位下大隅守に叙任された。
天保5年（1834年）に西丸小納戸頭取に昇進。
天保6年（1835年）に小普請奉行に転任。
天保7年（1836年）に官職を左衛門少尉（左衛門尉）に転じた。
天保8年（1837年）に作事奉行、天保9年（1838年）に勘定奉行（公事方）。
天保11年（1840年）には北町奉行に就く。

### 北町奉行・大目付時代
天保12年（1841年）に始まった天保の改革の実施に当たっては、12月に町人達を奉行所に呼び出して分不相応の贅沢と奢侈の禁止を命令していて、風俗取締りの町触を出したり、寄席の削減を一応実行しているなど方針の一部に賛成していた。しかし、町人の生活と利益を脅かすような極端な法令の実施には反対、南町奉行の矢部定謙と共に老中水野忠邦や目付の鳥居耀蔵と対立する。
天保12年（1841年）9月、景元は水野に伺書を提出しているが、その内容は町人への奢侈を禁止していながら武士には適用していないことを挙げ、町人に対しても細かな禁止ではなく分相応の振る舞いをしていればそれでよいとする禁止令の緩和を求めた。水野はこの伺書を12代将軍になった家慶に提出したが、景元の意見は採用せず贅沢取締りの法令を景元に町中に出させた。同年に鳥居による策謀で矢部は過去の事件を蒸し返され、翌天保13年（1842年）に罷免・改易となり伊勢桑名藩で死亡、鳥居が後任の南町奉行になり、景元は1人で水野・鳥居と対立することになった。
寄席の削減についても水野と対立、当初景元は禁止項目に入っていた女浄瑠璃を出している寄席の営業停止を水野に伺ったが、水野は寄席の全面撤廃を主張、景元は芸人の失業と日雇い人の娯楽が消える恐れから反対、結果として水野の方針より大幅に緩和してではあるが、寄席は一部しか残らず、興行も教育物しか許されなかった。
天保12年11月、水野が鳥居の進言を受けて芝居小屋を廃止しようとした際、景元はこれに反対して浅草猿若町への小屋移転だけに留めた。この景元の動きに感謝した関係者がしきりに景元を賞賛する意味で、『遠山の金さん』ものを上演した。鳥居や水野との対立が「遠山＝正義、鳥居＝悪逆」という構図を作り上げていった（ただし、鳥居はそれ以前から江戸っ子からの評判は悪かった）。
他にも株仲間の解散令を町中に流さず将軍へのお目見え禁止処分を受けたり、床見世（現在の露店に相当する）の取り払いを企てた水野を牽制したり、人返しの法にも反対して実質的に内容を緩和させるなど、ことごとく改革に抵抗する姿勢を保った。
しかし天保14年（1843年）2月24日、鳥居の策略によって北町奉行を罷免され、大目付になる。栄転であり地位は上がったが、当時は諸大名への伝達役に過ぎなかったため実質的に閑職だった。在任中の12月29日に分限帳改を兼ね、翌天保15年（弘化元年、1844年）2月22日に朝鮮使節来聘御用取扱を担当した。同年11月に寺社奉行青山幸哉の家臣岩井半兵衛に依頼した甲冑「紺糸威胴丸」が完成している。

### 南町奉行時代、晩年
天保14年閏9月13日に水野が改革の失敗により罷免、鳥居は反対派に寝返って地位を保ったが、翌弘化元年6月21日に水野が復帰、水野の報復で鳥居が失脚し、水野の弟・跡部良弼が後任の南町奉行となった。弘化2年（1845年）3月に跡部も水野の老中罷免の煽りを受ける形で小姓組番頭に異動、景元が南町奉行として返り咲いた。同一人物が南北両方の町奉行を務めたのは極めて異例のことである。
南町奉行在任中は株仲間の再興に尽力し（株仲間再興令）、床見世（屋台や居住しない店舗）の存続を幕府に願い出て実現させた。景元就任で寄席も制限を撤廃され復活した。在任中の1850年10月30日、青山百人町（南青山5丁目）に隠棲していた高野長英を配下の同心や捕方らが殴打の末に捕縛したが、長英はその日に絶命した。
水野の後を受けて政権の地位に座った阿部正弘からも重用され、嘉永4年（1851年）の赦律編纂にも関わっている。
嘉永5年（1852年）に隠居して家督を嫡男の景纂に譲ると、剃髪して帰雲と号し、3年後に63歳で死去。戒名は帰雲院殿従五位下前金吾校尉松僲日亨大居士。墓所は東京都豊島区巣鴨の本妙寺（江戸時代は文京区本郷にあった）。

## 「遠山の金さん」を巡る諸説
景元は青年期の放蕩時代に彫り物を入れていたといわれる。有名な「桜吹雪」である。しかしこれも諸説あり、「右腕のみ」や「左腕に花模様」、「桜の花びら1枚だけ」、「全身くまなく」と様々に伝えられる。また、彫り物自体を疑問視する説や、通常「武家彫り」するところを「博徒彫り」にしていたという説もある。
景元が彫り物をしていたことを確証する文献はないが、時代考証家の稲垣史生によれば、若年のころ侠気の徒と交わり、その際いたずらをしたものであると推測される。続けて稲垣の言によれば、奉行時代しきりに袖を気にして、めくりあがるとすぐ下ろす癖があった。奉行として入れ墨は論外なので、おそらく肘まであった彫り物を隠していたのではないかという。ただ、これらは全て伝聞によっており、今となっては事実の判別はし難い。
近世文学を専門とする棚橋正博は、明治26年11月初演の『遠山桜天保日記』の脚本に「片肌脱ぎで双方をなだめる。この腕に生首が文をくはへたるぼかしの彫物一杯ある」とある点から、仲間同士の喧嘩を仲裁する際に彫り物を見せる場面が「遠山の金さん」の初出であり、その彫り物は生首が手紙を咥えたものだったと指摘している。
景元は長年痔を患っており、馬での登城が困難になり、景元の身分では駕籠での登城は許されていなかったが、文政9年9月、痔疾を理由に5か月間の駕籠による登城許可を幕府西ノ丸目付に申請した起請文が江戸東京博物館に残っている。
景元の死後、講談・歌舞伎で基本的な物語のパターンが完成し、陣出達朗の時代小説「遠山の金さんシリーズ」などで普及した。現在では、テレビドラマの影響を受けて名奉行として世に認知され、時代が100年ほど違う大岡忠相と人気を二分することもある。しかしドラマのような名裁きをした記録はほとんどない。そもそも三権分立が確立していない時代、町奉行の仕事は江戸市内の行政・司法全般を網羅している。言わば東京都知事と警視総監と東京地方裁判所判事を兼務したような存在であり、現在でいうところの裁判官役を行うのは、町奉行の役割の一部でしかない。
ただし、当時から裁判上手だったという評判はあり、名裁判官のイメージの元になったエピソードも存在する。天保12年8月18日の「公事上聴」（歴代の徳川将軍が一代に一度は行った、三奉行の実際の裁判上覧）において、景元は将軍徳川家慶から裁判ぶりを激賞され、奉行の模範とまで讃えられた。景元が、たびたび水野や鳥居と対立しながらも、矢部のように罷免されなかったのは、この将軍からの「お墨付き」のおかげだと考えられる。景元のこうした「能吏中の能吏」としての名声は、時代が江戸から明治に移っても旧幕臣をはじめとした人々の記憶に残り、景元を主人公とした講談を生み、映画やテレビの時代劇へ継承される大きな要因となったと言えよう。

## 職制・官位
- 文政8年（1825年）12月、西丸小納戸に就任。
- 天保3年（1832年）、西丸小納戸頭取格に就任。従五位下大隅守に叙任。
- 天保5年（1834年）5月、西丸小納戸頭取に就任。
- 天保6年5月20日（1835年6月15日）、西丸小納戸頭取から小普請奉行を拝命。
- 天保7年（1836年）8月、大隅守から左衛門少尉に任官。
- 天保8年8月20日（1837年9月19日）、作事奉行を拝命。
- 天保9年2月12日（1838年3月7日）、勘定奉行・公事方を拝命。
- 天保11年3月2日（1840年4月4日）、北町奉行を拝命。
- 天保14年2月24日（1843年3月24日）、大目付を拝命。12月29日（1844年2月17日）、分限帳改を兼ねる。
- 天保15年2月22日（1844年4月9日）、朝鮮使節来聘御用取扱を兼ねる。
- 弘化2年3月15日（1845年4月21日）、南町奉行を拝命。
- 嘉永5年3月24日（1852年5月12日）、南町奉行を辞し寄合席となる。

## 家族
- 父：遠山景晋
- 母：榊原忠寛の娘
- 妻：堀田一定の娘けい
  - 長女：大道寺内蔵助室
  - 長男：植村景鳳 - 植村正武の養子
  - 次男：遠山景纂 - 家督相続
  - 三男：遠山景興 - 出家
  - 次女：伊奈半十郎室
  - 三女：河野貞之丞室
  - 四女：成瀬勝三郎室
  - 四男：遠山景明 - 遠山靱負の養子

## 旗本・遠山金四郎家の知行所
- 上総国夷隅郡岩熊村の内 300石
- 下総国豊田郡今泉村の内 217石6斗5升7合196・樋橋村の内　53石2斗5升9合399・中居指村の内　2石4斗1升9合

## 題材にした創作作品
- 遠山の金さん
遠山の金さんを題材にした作品は遠山の金さん#パロディも参照のこと。
- 江戸を斬る
第2シリーズ以降。第1シリーズのみ時代設定が大きく異なり、景元は登場しない。

小説
- 真説 遠山金四郎 - 早乙女貢、1988年10月15日 勁文社 ケイブンシャ文庫 ISBN 9784766908091
  - 真説 遠山金四郎 - 早乙女貢、1990年10月19日 青樹社 BIG BOOKS ISBN 9784791302833

- 夢と承知で(上) 鼠小僧と遠山金四郎 - 笹沢佐保、1991年11月20日 光文社 時代小説文庫 ISBN 9784334714321
- 夢と承知で(下) 鼠小僧と遠山金四郎 - 笹沢佐保、1991年11月20日 光文社 時代小説文庫 ISBN 9784334714338
- 遠山金四郎女難旅 - 太田蘭三、1993年4月20日 祥伝社 ノン・ポシェット ISBN 9784396323110
- 小説遠山金四郎 - 童門冬二、1994年5月21日 日本経済新聞出版社 ISBN 9784532170363
  - 小説遠山金四郎 - 童門冬二、1997年6月4日 PHP研究所 PHP文庫 ISBN 9784569570181

- 大江戸龍虎伝 鼠小僧と遠山金四郎 - 笹沢左保、1998年10月30日 祥伝社 ノン・ポシェット ISBN 9784396326524
- 大川桜吹雪 金四郎はぐれ行状記 - 井川香四郎、2006年10月20日 双葉社 双葉文庫 ISBN 9784575662573
- 仇の風 金四郎はぐれ行状記 - 井川香四郎、2007年6月20日 双葉社 双葉文庫 ISBN 9784575662863
- 冥加の花 金四郎はぐれ行状記 - 井川香四郎、2007年12月20日 双葉社 双葉文庫 ISBN 9784575663112
- 海灯り 金四郎はぐれ行状記  - 井川香四郎、2009年1月18日 双葉社 双葉文庫 ISBN 9784575663617
- 金四郎桃色秘帖 桜吹雪の女 - 北山悦史、2009年3月12日 学習研究社 学研M文庫 ISBN 9784059005759
- 遠山桜 影与力嵐八九郎 - 鳥羽亮、2009年10月14日 講談社 講談社文庫 ISBN 9784062764896
- ご存じ遠山桜 ふたり金四郎大暴れ! - 鳴海丈、2010年10月12日 光文社 ISBN 9784334748623
- 江戸桜金四郎 人情つむじ風 - 山手樹一郎、2010年12月8日 コスミック出版 時代文庫 ISBN 9784774723761
- 無頼酒慶士郎覚え書き 絆酒 - 中岡潤一郎、2012年2月16日 学研パブリッシング 学研M文庫 ISBN 9784059007388
- 部屋住み遠山金四郎 絡繰り心中 - 永井紗耶子、2014年3月6日 小学館 ISBN 9784094060331
- 遠山金四郎が斬る - 小杉健治、2017年6月9日 幻冬舎 時代小説文庫 ISBN 9784344426221
- 遠山金四郎が奔る - 小杉健治、2017年12月6日 幻冬舎 時代小説文庫 ISBN 9784344426849
- 遠山金四郎が咆える - 小杉健治、2018年6月8日 幻冬舎 時代小説文庫 ISBN 9784344427532
- 遠山金四郎が消える - 小杉健治、2018年12月6日 幻冬舎 時代小説文庫 ISBN 9784344428218
- 金四郎の妻ですが - 神楽坂淳、2019年 妻のけいを主人公とする。迫ミサキ作画で漫画化もされている。

漫画
- 桜奉行 遠山金四郎 - 原作:東史朗、作画:ももなり高
- 遠山金四郎～桜奉行闇を討つ - ももなり高、2005年1月18日 リイド社 ISBN 9784845828883
- 江戸を斬る 遠山金四郎 - 原作:土光てつみ、作画:天龍寺弦、2013年11月16日 竹書房 ISBN 9784812482667
- 金四郎無頼桜(1) - 永井豪、2007年2月5日 小池書院 ISBN 9784862251381
- 金四郎無頼桜(2) - 永井豪、2007年10月27日 小池書院 ISBN 9784862252173
- 金四郎無頼桜(3) - 永井豪、2008年7月28日 小池書院 ISBN 9784862253279

## テレビ番組
- 歴史秘話ヒストリア 一件落着！？桜吹雪伝説～遠山の金さん  きまじめ官僚の正体（2009年10月28日、NHK）[16]